# Chengdu J-20
Pour les articles homonymes, voir J20.
Le Chengdu J-20 (chinois simplifié : 歼-20 ; chinois traditionnel : 殲-20 ; pinyin : jiān-20 ; litt. « Anéantisseur-20 ») est un avion de chasse furtif chinois. Le démonstrateur, qui a fait son premier vol en janvier 2011, préfigure ce que pourrait être un avion de cinquième génération biréacteur développé par le constructeur Chengdu Aircraft Corporation pour l'Armée populaire de libération (destiné à la force aérienne chinoise),.

## Historique
À partir de la fin des années 1990, l'industrie aéronautique chinoise lance plusieurs études visant à développer un avion de combat furtif. Ces projets sont désignés sous le nom de « J-XX » depuis 1997 ou « J-20 ». On parle aussi de « J-13 » et de « J-14 », et il existe peut-être un projet concurrent à celui de la Chengdu Aircraft Corporation.
Les deux instituts de Chengdu et de Shenyang mènent les premières recherches fondamentales dès  1982.
Selon des hauts-gradés de l'armée de Yougoslavie (aujourd'hui, armée croate, armée bosniaque, armée serbe), des agents chinois auraient parcouru la zone de crash du F-117 abattu par un missile serbe S-125, le 27 mars 1999, durant l'opération Force alliée de la guerre du Kosovo, et auraient racheté à des paysans des débris de l'appareil américain qui ont été étudiés et qui auraient permis la conception du Chengdu J-20.
Les deux Instituts de Chengdu et de Shenyang sortent leur concept, nommé Projet 718, en 2005, pour répondre à l'appel d'offres dont le choix a été fait en 2007.
Le 22 décembre 2010, le démonstrateur du J-20 (aussi dénommé « dragon majestueux » en Chine) effectue des essais de roulage sur le terrain d'aviation de son constructeur. Le 30 décembre 2010, des responsables chinois seraient venus visiter le complexe de Chengdu afin de programmer le premier vol du J-20. Le premier vol, d'une durée de 18 minutes, a lieu le 11 janvier 2011.
En janvier 2011, Buck McKeon (en), le président de la commission de la défense de la Chambre des représentants des États-Unis affirme que le J-20 a été élaboré grâce à des technologies russes. Destiné à moderniser l'armée de l'air chinoise, l'entrée en service de cet avion est prévue en 2017 ou 2019.
L'appareil entre officiellement en service au sein de l'armée de l'Air chinoise le 9 mars 2017 avec selon certaines sources un objectif de 40 appareils avant 2020, l'industrie étant prête à une production en série selon les mêmes sources. En juin 2017, plus de 20 appareils sont sortis des chaînes de fabrication.
L'avion est déployé en service réel en février 2018, les pilotes s'entraînent pour cela à la base d'entraînement de Zhurihe (zh) (bourg de Zhurihe), en Mongolie-Intérieure,. En août 2019, l'avion est vu en train de survoler les côtes taïwanaises.
Le 15 février 2021, The Diplomat (média spécialisé dans l'actualité géopolitique asiatique) publie un document non-classifié, destiné à la Commission centrale militaire du Parti communiste chinois, et intitulé Étude stratégique du développement du programme d'avion de chasse chinois. C'est une étude sur le développement des avions de cinquième génération en Chine, ambition qui a abouti au J-20, écrite 19 ans plus tôt (en 2003). Elle n'apporte pas d'informations technologiques nouvelles, mais il s'agirait néanmoins du document le plus complet alors publiquement disponible en 2022 selon The Diplomat. Il présente surtout un intérêt pour l'histoire militaire « car il permet de mieux comprendre la manière dont la Chine voyait l'évolution du contexte géopolitique et technologique à l'horizon 2020 et en quoi cet avion pouvait répondre aux défis à venir », selon Marc Julienne (chargé des activités « Chine » à l'Institut français des relations internationales (Ifri). Il montre qu'une volonté de se mettre au niveau des États-Unis a été une motivation forte pour la Chine. « L'idée fixe est de rester compétitif avec les avions américains et Washington est déjà présenté à l'époque comme la puissance qui va chercher à empêcher la Chine d'émerger sur la scène internationale », précise Marc Julienne, interrogé par France 24.
En mars 2022, le South China Morning Post annonce que sa motorisation avec le Shenyang WS-15 est en cours, citant une source militaire.

## Caractéristiques

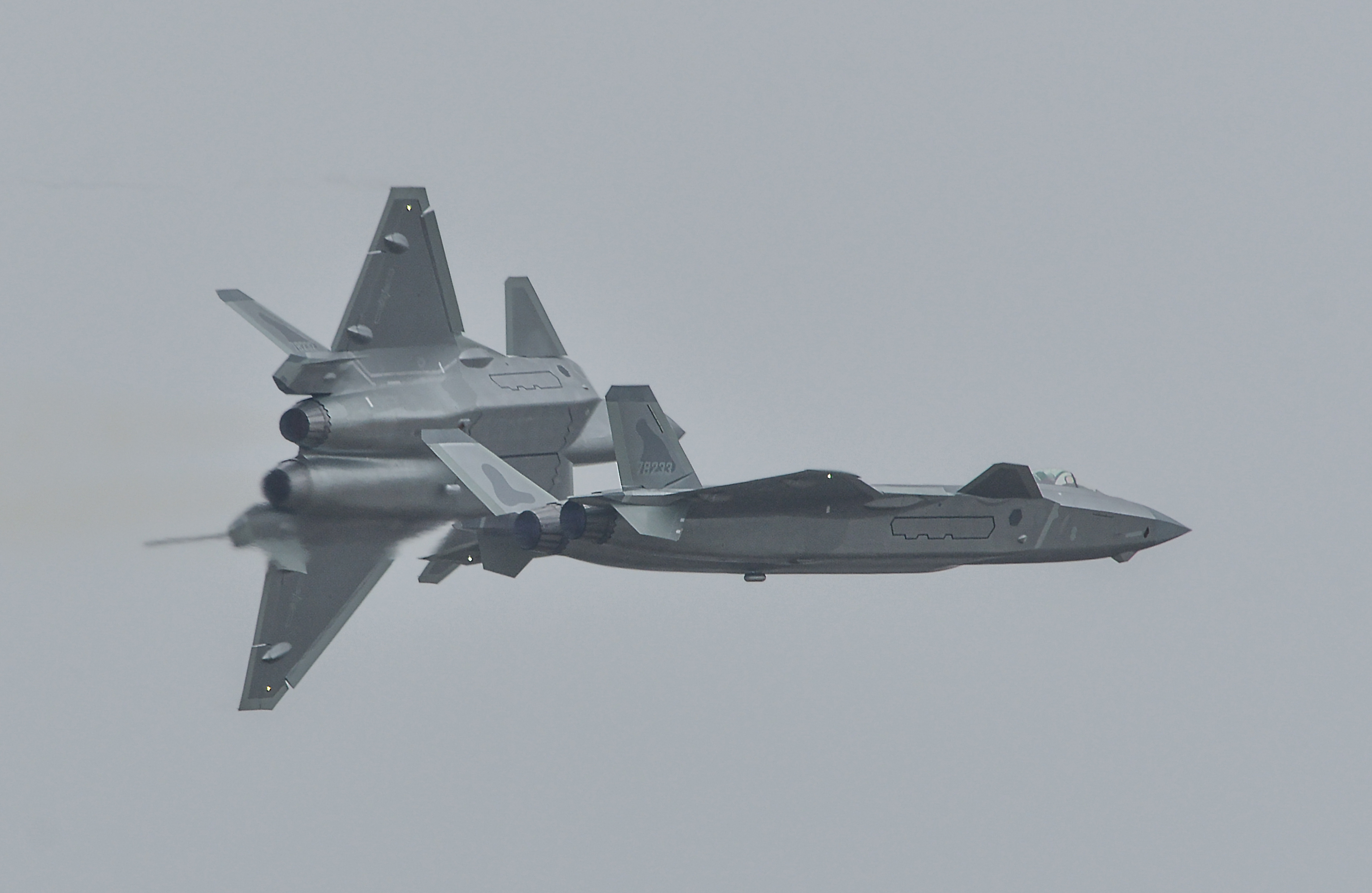
2 Chengdu J-20 en formation, Zhuhai 2018.

La configuration générale du J-20 présente une aile de type delta et des plans canards à l'avant. Ayant très certainement bénéficié du programme russe d'avion de chasse de 5e génération de Mikoyan-Gourevitch, le tout est positionné à la même place que sur le prototype MiG 1.44, délaissé en Russie en faveur du projet concurrent de Soukhoï. Il a deux empennages verticaux en diagonale qui, comme sur l'avion de chasse de 5e génération russe Soukhoï Su-57, sont mobiles d'un seul bloc[réf. nécessaire]. Il n'y a pas d'empennage horizontal mobile (les plans canards), les parties mobiles de l'aile delta et les deux empennages diagonaux permettant un contrôle optimum. Il est également équipé d'une poussée vectorielle, permettant d'augmenter la maniabilité. Ses capacités sont encore méconnues, l'avion n'ayant été révélé que fin 2010, on estime alors que seuls un ou deux exemplaires ont été construits. D'après les photographies, on peut estimer sa longueur à 23 m et son envergure à 14 m. La masse maximale au décollage serait de l'ordre de 35 000 kg, le J-20 serait donc un avion de taille nettement plus importante que l'avion américain F-22, dont il reprend d'ailleurs la forme du fuselage avant, avec des entrées d'air de réacteurs similaires à celles du F-35.
Un des prototypes serait propulsé par des turboréacteurs Saturn AL-31, fournis au préalable par la Russie, l'autre par des WS-10 locaux. Toutefois, des officiels chinois affirment que les turboréacteurs Shenyang WS-15 fabriqués localement équiperont les futurs aéronefs de l'aviation chinoise mais ces derniers ne sont toujours pas au point fin 2018, jugés « encore très instables ».
Le J-20 adopte le concept de mains sur manche et manette et il est le premier chasseur chinois à disposer d'un manche à droite.
L'avion emporte également un parachute de freinage. Malgré le manque d'informations, l'architecture globale de l'appareil laisse à penser qu'il est loin de présenter une furtivité équivalente à celle du F-22, selon une analyse faite début 2011 par des spécialistes australiens n'ayant pas accès directement à l'appareil,.

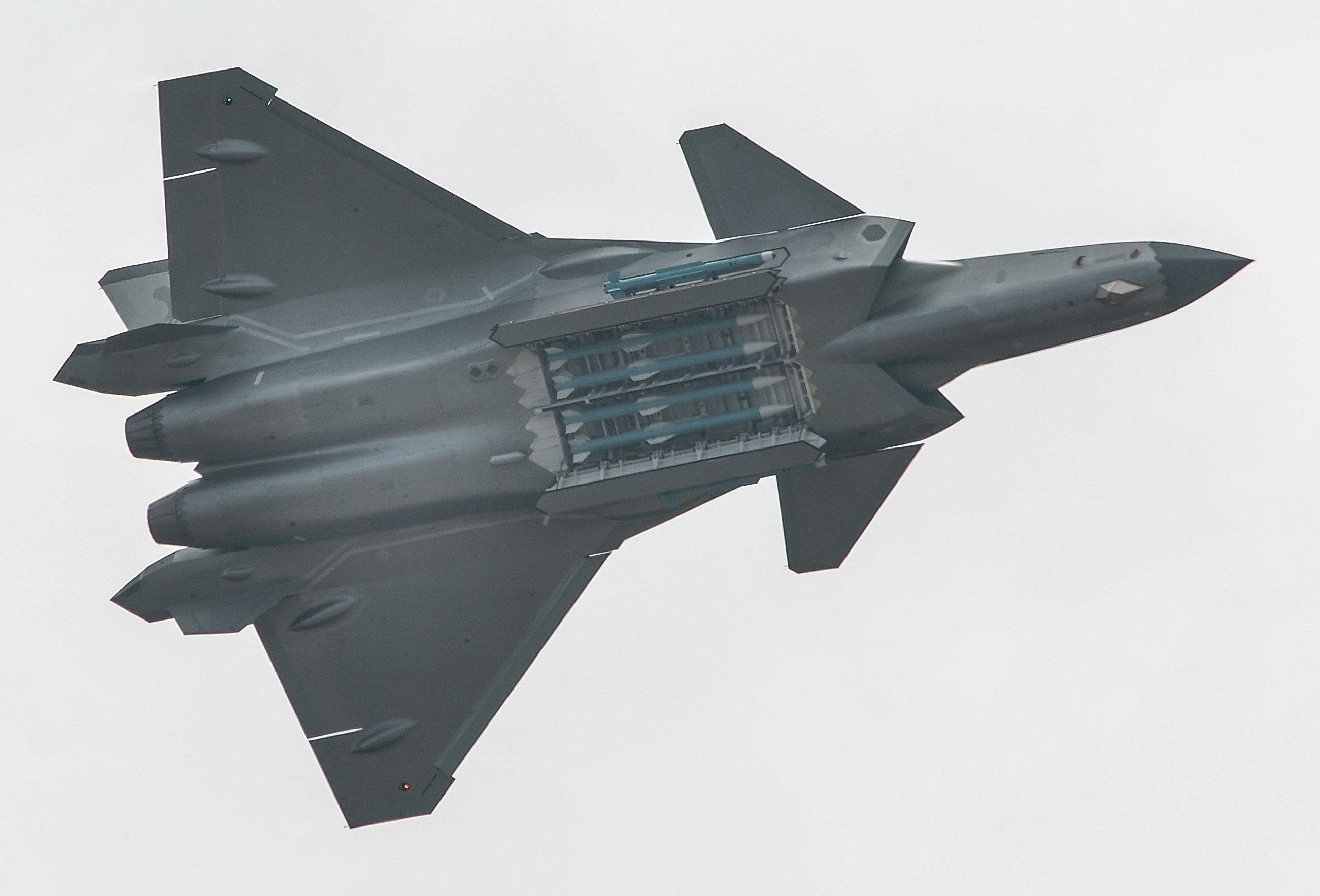
Chengdu J-20 avec ses soutes à armement ouvertes, Zhuhai 2018.

En matière d'armement, il dispose de deux soutes ventrales côte à côte pouvant emporter chacune deux missiles air-air très longue portée PL-15, entrés en service en 2016 , et de deux soutes latérales embarquant chacune un missile courte portée PL-10.
En décembre 2018 est révélé au public le mécanisme conçu par les ingénieurs de l'Institut 611 pour tenir les missiles PL-10 en dehors des soutes sans que les portes de celles-ci soient obligées de rester ouvertes, ce qui est plus approprié en cas de combat aérien rapproché.
Des sources officieuses parlent du développement d'une version miniaturisée du PL-15 pour que le J-20 puisse en emporter plus que quatre dans ses soutes, mais cela reste à confirmer. La disposition des soutes ventrales du J-20 suggère qu'elles sont capables d'héberger en fait jusqu'à six missiles, si ces derniers ont des ailettes pliables.

## Production et exportation
L'utilisation du J-20 ne peut se concevoir en dehors de l'existence d'un environnement[Lequel ?][pourquoi ?] (AWACS ou avion ravitailleur), qui n'existe encore qu'à l'état d'embryon chez les Chinois (8 AWACS en service en 2009). À titre de comparaison, il s'est écoulé quinze ans entre le premier vol du démonstrateur du F-22 et son entrée en service.
Début 2016, l'État major de l'US Air Force estime qu'il ne sera vraisemblablement pas industrialisé, contrairement à son concurrent, le Shenyang FC-31, ce qui est contredit un an plus tard,. Il atteint en 2023 une production annuelle d'environ cinquante appareils avec environ 250 livrés à cette date.

## Culture populaire
Il est possible de piloter cet avion dans le jeu Battlefield 4, ainsi que dans Modern Warships, sur les porte-avions de rang 3.
Dans le diptyque de la bande-dessinée de Buck Danny, La Nuit du Spectre et Defcon One, le Chengdu J-20 est au centre de l'intrigue.